# Mucrencyrtus ecuadorensis
Mucrencyrtus ecuadorensis is een vliesvleugelig insect uit de familie Encyrtidae. De wetenschappelijke naam is voor het eerst geldig gepubliceerd in 1996 door Sharkov.